# Szkoła berlińska

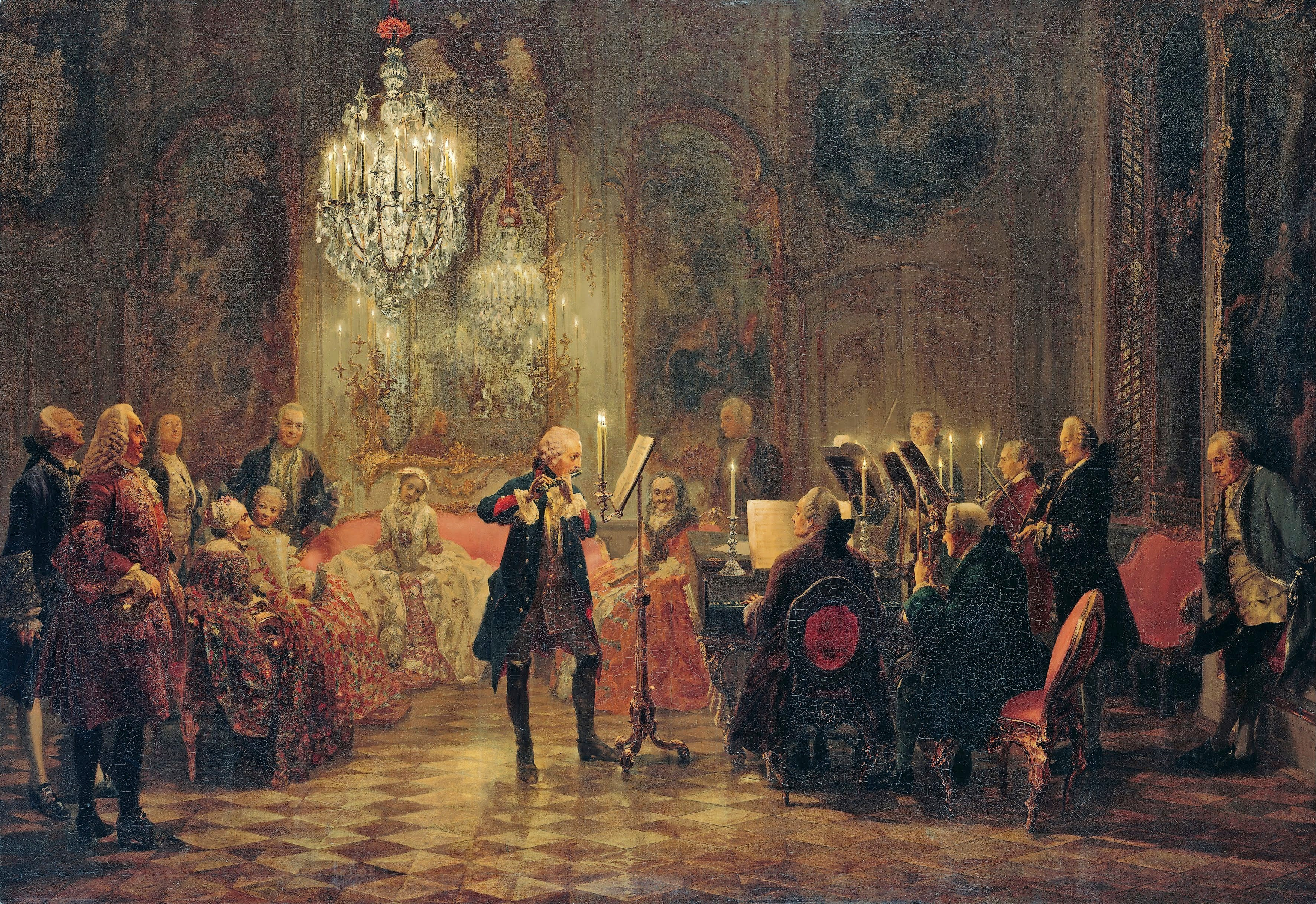
„Fryderyk II Wielki grający na flecie w Pałacu Sanssouci” – obraz Adolpha Menzela przedstawiający wnętrze auli w pałacu Sanssouci oraz kilku kompozytorów szkoły berlińskiej słuchających Fryderyka II Wielkiego, który wykonuje utwór na flecie, przy akompaniamencie C.Ph.E. Bacha na klawesynie. Na skraju po prawej J.J. Quantz – nauczyciel fletu i królewski kompozytor nadworny

Szkoła berlińska (szkoła północnoniemiecka) – grupa kompozytorów działających w Berlinie w II połowie XVIII wieku i związanych z dworem Fryderyka II Wielkiego; niektórzy z nich tworzyli dla założonej w 1732 dworskiej kapeli Fryderyka. Ich utwory ściśle nawiązują do wywodzącego się z Francji i Włoch preklasycystycznego stylu galant i charakteryzują się sentymentalizmem oraz wykonawczą wirtuozerią.
Głównymi reprezentantami szkoły berlińskiej byli Johann Joachim Quantz (1697–1773), Johann Gottlieb Graun (1703–1771), Carl Heinrich Graun (1704–1759), František Benda (1709–1786), Carl Philipp Emanuel Bach (1714–1788), Wilhelm Friedemann Bach (1710–1784), Johann Philipp Kirnberger (1721–1783), Jiří Antonín Benda (1722–1795), Christoph Nichelmann (1717–1762), Friedrich Wilhelm Marpurg (1718–1795) oraz Christian Gottfried Krause (1719–1770).
Szkoła berlińska tworzyła utwory instrumentalne (sonaty, suity, symfonie, symfonie koncertujące, koncerty) oraz formy wokalne z dominującymi wśród nich operami i utworami religijnymi Ch. Grauna oraz pieśniami C.Ph.E. Bacha, J.Ph. Kirnbergera i Ch.G. Krausego. Trzej ostatni utworzyli tzw. „pierwszą berlińską szkołę pieśni”, której program kontynuowali i rozwijali Johann Abraham Peter Schulz (1747–1800), Johann Friedrich Reichardt (1752–1814) oraz Carl Friedrich Zelter (1758–1832) w „drugiej berlińskiej szkole pieśni”. Kompozycje instrumentalne opierały się m.in. na barokowych technikach kompozytorskich z charakterystycznym motywem czołowym oraz na przeciwieństwach tematycznych z rozbudowaną częścią przetworzeniową.

## Publikacje
- 1752: szkoła gry na flecie poprzecznym Versuch einer Anweisung die Flöte traversiere zu spielen J.J. Quantza
- 1753: szkoła gry na instrumentach klawiszowych Versuch über die wahre Art das Clavier zu spielen C.Ph.E. Bacha